# Wishes Hypocrites
「Wishes Hypocrites」（ウィッシーズ・ヒポクリッツ）は、2010年5月12日にLantisから発売されたシングル。

## 概要
テレビアニメ『聖痕のクェイサー』のエンディングテーマを収録しており、作中で織部まふゆ、山辺 燈、テレサ・ベリア、カーチャ、桂木華役を演じる藤村歩、豊崎愛生、茅原実里、平野綾、日笠陽子が歌っている。
カップリング曲の「正義のKISSで勝負して」は、辻堂美由梨、桂木華役を演じる川澄綾子、日笠陽子が歌っている第14話挿入歌が収録されている。

## 収録曲
（全作詞：畑亜貴）
1. Wishes Hypocrites [4:07]
歌：織部まふゆ（藤村歩）、山辺燈（豊崎愛生）、テレサ・ベリア（茅原実里）、カーチャ（平野綾）、桂木華（日笠陽子）
作曲：江並哲志、編曲：ROKUGEN
  - テレビアニメ『聖痕のクェイサー』エンディングテーマ
2. 正義のKISSで勝負して [4:25]
歌：辻堂美由梨（川澄綾子）、桂木 華（日笠陽子）
作曲・編曲：加藤達也
3. Wishes Hypocrites（off vocal）
4. 正義のKISSで勝負して（off vocal）